# Фишер, Манфред (ботаник)
Манфред Адальберт Фишер (нем. Manfred Adalbert Fischer; род. 2 июня 1942, Вена) — австрийский ботаник и систематик растений.

## Биография
Фишер родился в Вене в семье Иоганна и Гертруды Фишер, урожденной Цинк, вырос в Мауэре на юго-западе Вены вместе со своей сестрой Хельгой, которая была на год младше. Начальное образование получил в школе в Мауэре и средней школе на Розасгассе в Майдлинге. В послевоенные годы его отец работал в Верхней Австрии, и семья часто проводила каникулы на ферме близ Кремсмюнстера. Непосредственный контакт с природой побудил Фишера более интенсивно заниматься флорой, и он начал определять растения в возрасте двенадцати лет. Лекции ботаника Фридриха Эрендорфера в венской Урании заинтересовали его, и он участвовал в ботанических экскурсиях ещё обучаясь в гимназии. В 1960 году Фишер поступил в Венский университет. В 1961 году получил квалификацию преподавателя стенографии и во время учёбы работал парламентским стенографистом в Национальном совете Австрии, Венском городском совете и земельном парламенте. В 1967 году Фишер написал диссертацию по цитотаксономии группы видов вероники плющелистной под руководством Эрендорфера, официально с директором ботанического института Лотаром Гайтлером. В том же году сдал экзамены по естественной истории и философии. С 1967 по 1968 год работал научным сотрудником, а затем ассистентом в Ботаническом институте Венского университета. 28 августа 1968 года женился на своей сокурснице Герлинде Замец, с которой познакомился в 1961 году.
Впоследствии Фишер интенсивно изучал род Veronica, особенно те виды, которые имеют восточноевропейский, средиземноморский и азиатский ареал. В ходе этой работы он описал двузначное число видов и подвидов, включая Veronica vindobonensis и веронику почтилопастную.
С 1978 по 1982 год Фишер работал старшим ассистентом, в 1982 году получил квалификацию университетского преподавателя, а в 1987 году стал доцентом систематической ботаники. Его исследования посвящены систематике растений, эволюционным ботаническим исследованиям и флоре Европы и, в частности, Австрии. Помимо своей научной деятельности, Фишер также преподаёт морфологию растений, экологию растительности и полезные растения. За годы работы Фишер собрал около 25 000 гербарных образцов. В 1994 году Фишер вместе с Вольфгангом Адлером, Карлом Освальдом, Раймундом Фишером и Отто Кнабом опубликовал «Exkursionsflora von Österreich», первый определитель растений Австрийской Республики с момента её основания в 1918 году. До этого цветоводам приходилось довольствоваться устаревшими работами времён империи или немецкими определителями, которые не полностью охватывали разнообразную австрийскую флору, включая Паннонский регион на востоке. В 2008 году вышло третье издание «Exkursionsflora von Österreich», теперь уже с включением Лихтенштейна и Южного Тироля. В 2007 году Фишер вышел на пенсию, но продолжает вести активную научную деятельность. Помимо написания полупопулярных и научных статей и книг, он продолжает преподавать и ежегодно организует около двенадцати полевых экскурсий для студентов и заинтересованных лиц. Помимо прочего, Фишер является президентом Австрийской ассоциации изучения флоры и до 2015 года был редактором ботанического журнала Neilreichia.

## Публикации
- Manfred Fischer: Beiträge zur Cytotaxonomie der Veronica hederifolia-Gruppe (Scrophulariaceae), in: Österreichische Botanische Zeitschrift 114 (1967), S. 189—233.
- Manfred A. Fischer, Karl Oswald, Wolfgang Adler: Exkursionsflora für Österreich, Liechtenstein und Südtirol. 3., verbesserte Auflage. Land Oberösterreich, Biologiezentrum der Oberösterreichischen Landesmuseen, Linz 2008, ISBN 978-3-85474-187-9.